# مراوح (رخية)
'

تعديل مصدري - تعديل

مراوح هي إحدى قرى عزلة رخية بمديرية رخية التابعة لمحافظة حضرموت، بلغ تعداد سكانها 134 نسمة حسب تعداد اليمن لعام 2004.